# Liste der Kulturgüter in Fislisbach
Die Liste der Kulturgüter in Fislisbach enthält alle Objekte in der Gemeinde Fislisbach im Kanton Aargau, die gemäss der Haager Konvention zum Schutz von Kulturgut bei bewaffneten Konflikten, dem Bundesgesetz vom 20. Juni 2014 über den Schutz der Kulturgüter bei bewaffneten Konflikten sowie der Verordnung vom 29. Oktober 2014 über den Schutz der Kulturgüter bei bewaffneten Konflikten unter Schutz stehen.
Objekte der Kategorie A sind im Gemeindegebiet nicht ausgewiesen, Objekte der Kategorie B sind vollständig in der Liste enthalten, Objekte der Kategorie C fehlen zurzeit (Stand: 1. Januar 2023). Unter übrige Baudenkmäler sind weitere geschützte Objekte zu finden, die in der Bau- und Nutzungsordnung der Gemeinde verzeichnet und nicht bereits in der Liste der Kulturgüter enthalten sind.

## Kulturgüter
| Foto |                                                                         | Objekt                                                    | Kat. | Typ | Standort                         | Beschreibung |
| ---- | ----------------------------------------------------------------------- | --------------------------------------------------------- | ---- | --- | -------------------------------- | --- |
| ja   | Datei hochladen · Wikidata zu Katholische Kirche St. Agatha (Q29576065) | Römisch-katholische Pfarrkirche St. Agatha KGS-Nr.: 00108 | B    | G   | Dorfstrasse 11.3 664488 / 254325 | 1828 erbaute Saalkirche im klassizistischen Stil. Der 1836 datierte Hochaltar stammt aus der Kirche von Tafers. |

## Übrige Baudenkmäler
| ID       | Foto |                 | Objekt                                         | Typ | Standort                                                                | Beschreibung |
| -------- | ---- | --------------- | ---------------------------------------------- | --- | ----------------------------------------------------------------------- | ------------ |
|          | BW   | Datei hochladen | Agathakreuz (1874)                             | K   | 665623 / 254742                                                         |              |
|          | BW   | Datei hochladen | Altes Reservoir Möösli (1895)                  | G   | 665337 / 254496                                                         |              |
|          | ja   | Datei hochladen | Bildstöckli Hiltiberg                          | K   | Hiltibergstrasse 664545 / 253773                                        |              |
|          | BW   | Datei hochladen | Brunnen (Kellerbrünneli)                       | K   | 665559 / 255024                                                         |              |
|          | BW   | Datei hochladen | Brunnen (Waldhütte)                            | K   | 665062 / 254857                                                         |              |
|          | BW   | Datei hochladen | Brunnen (Jungwacht)                            | K   | 664936 / 255050                                                         |              |
| 399      | BW   | Datei hochladen | Gasthof «Linde» (Alter Gasthausteil)           | G   | Niederrohrdorferstrasse 1 664342 / 254182                               |              |
| 525; 526 | BW   | Datei hochladen | Ehemaliges Strohdachhaus                       | G   | Waldesruhstrasse 9, 11 664507 / 254468                                  |              |
|          |      | Datei hochladen | Gedenkstein, Emil Schibli z. Rössli            | K   | Koordinaten fehlen! Hilf mit.                                           |              |
|          | BW   | Datei hochladen | Gedenkstein, Walter Peterhans, Förster         | K   | 664585 / 254586                                                         |              |
|          | BW   | Datei hochladen | Gedenkstein, Josef Peterhans, Förster          | K   | 664154 / 255237                                                         |              |
|          | ja   | Datei hochladen | Granitblock mit Wegkreuz                       | K   | Boll 663657 / 253821                                                    |              |
|          | ja   | Datei hochladen | Grenzstein                                     | K   | Grenzdreieck Fislisbach – Oberrohrdorf – Niederrohrdorf 665501 / 254228 |              |
|          | ja   | Datei hochladen | Grenzstein                                     | K   | Oberhauweg 665564 / 255300                                              |              |
|          | ja   | Datei hochladen | Grenzstein                                     | K   | Grenzdreieck Baden – Birmenstorf – Fislisbach 663509 / 255517           |              |
|          | BW   | Datei hochladen | Grenzstein im Chratte (Grenze Mellingen)       | K   | 663150 / 253991                                                         |              |
|          | ja   | Datei hochladen | Wegkreuz Kreuzäcker                            | K   | Chrüzächer 664363 / 253780                                              |              |
|          | BW   | Datei hochladen | Wegkreuz Moosäcker                             | K   | 664810 / 254504                                                         |              |
|          | ja   | Datei hochladen | Wegkreuz Sommerhalde                           | K   | Sommerhalde 663565 / 255083                                             |              |
|          | BW   | Datei hochladen | Wegkreuz Wolfbühl                              | K   | 663298 / 254523                                                         |              |
| 1227     | ja   | Datei hochladen | Gemeindehaus (Altes Schulhaus)                 | G   | Badenerstrasse 30 664409 / 254576                                       |              |
| 1251     | BW   | Datei hochladen | Ehemaliges Kleinbauernhaus (Piseebau)          | G   | Dorfstrasse 2 664363 / 254315                                           |              |
| 1296     | BW   | Datei hochladen | Ehemaliges Bauernhaus (alter Wohnteil)         | G   | Alte Birmenstorferstrasse 13 664317 / 254495                            |              |
| 1314     | BW   | Datei hochladen | Gasthof «Rössli»                               | G   | Badenerstrasse 13 664317 / 254321                                       |              |
| 1327     | BW   | Datei hochladen | Wohn- und Geschäftshaus (ehemaliges Schulhaus) | G   | Alte Birmenstorferstrasse 3 664316 / 254388                             |              |
| 1328     | BW   | Datei hochladen | Wohn- und Geschäftshaus                        | G   | Alte Birmenstorferstrasse 1 / Leemattenstrasse 2 664321 / 254376        |              |

Legende: Siehe Legende der Liste der Kulturgüter von nationaler und regionaler Bedeutung. Anstelle der KGS-Nummer wird als Objekt-Identifikator (ID) die Inventar- oder Gebäudenummer in der Bau- und Nutzungsordnung der Gemeinde verwendet.